# 쵸시
쵸시(Chausie)는 정글고양이와 많은 수의 집고양이를 이용하여 소수의 개체들을 번식시켜 개발한 고양이이다. 쵸시는 1995년 국제 고양이 협회(TICA)에 의해 품종으로 처음 인정받았다. 집고양이 품종 중에서 쵸시는 야생고양이 잡종 근원 품종으로 분류된다. 쵸시는 대부분 집고양이의 후손이기 때문에, 약 4세대가 되면 완전히 번식력이 있고, 성격이 완전히 가정적이다.

## 같이 보기
- 벵갈 고양이
- 사바나
- 세렝게티